# Wolfgang Fortner
Wolfgang Fortner (* 12. Oktober 1907 in Leipzig; † 5. September 1987 in Heidelberg) war ein deutscher Komponist, Kompositionslehrer und Dirigent.

## Leben und Wirken

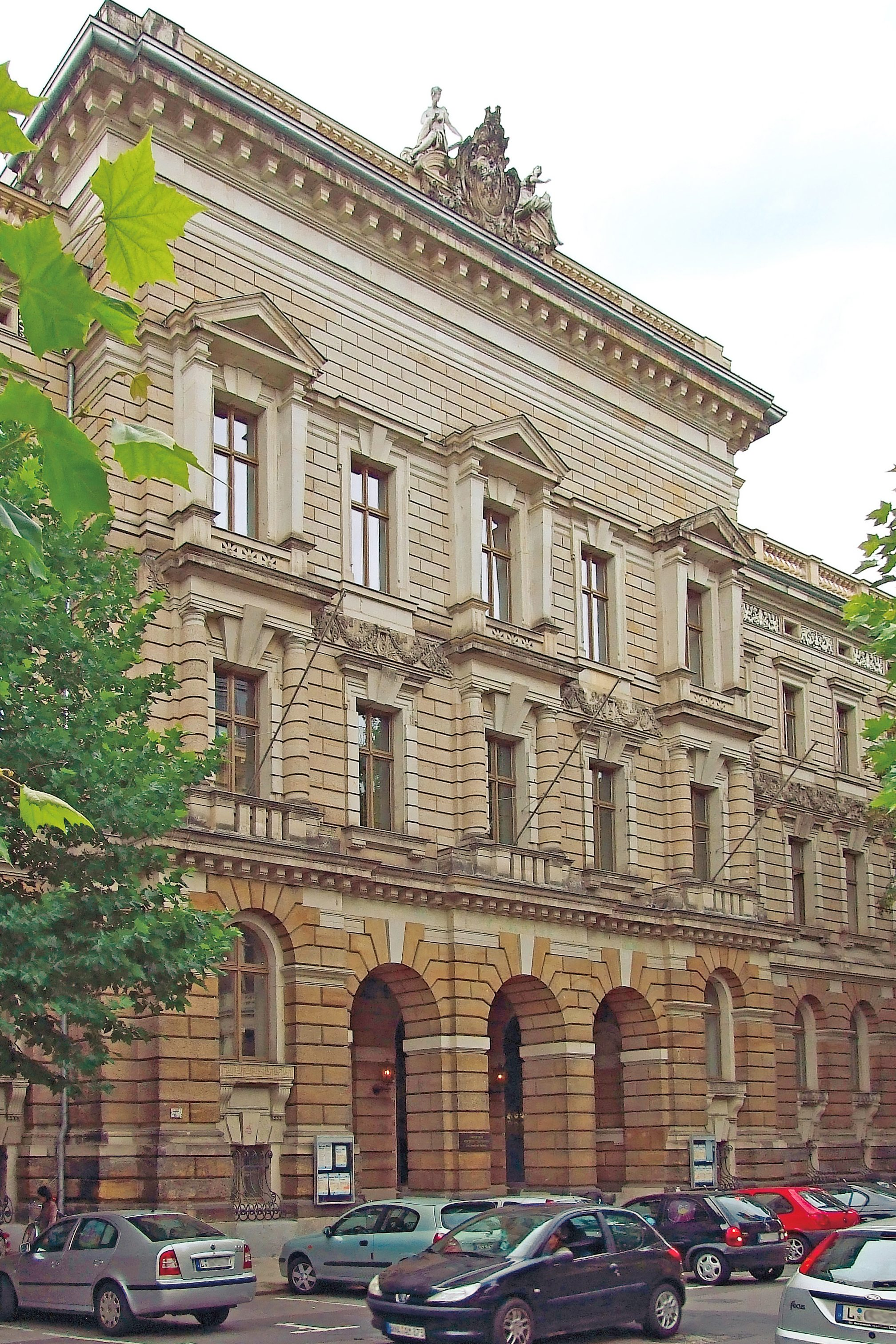
Ehemaliges Landeskonservatorium der Musik Leipzig

Durch das Elternhaus – Vater und Mutter waren beide Sänger – hatte Fortner früh intensiven Kontakt zur Musik. 1927 begann er sein Studium in Leipzig am Konservatorium (Orgel, Komposition) und an der Universität (Philosophie, Musikwissenschaft, Germanistik). Noch während des Studiums wurden einige seiner frühen Kompositionen öffentlich aufgeführt. In Berlin begegnete er Arnold Schönberg und schrieb seine Leipziger Examensarbeit über die Kammermusik Paul Hindemiths.
1931 schloss er sein Studium mit dem Staatsexamen für das höhere Lehramt ab, danach übernahm er eine Dozentur für Musiktheorie am Evangelischen Kirchenmusikalischen Institut Heidelberg. Es folgten öffentliche Angriffe auf ihn als „Kulturbolschewist“.

### Karriere im „Dritten Reich“
1935/1936 gründete Fortner das Heidelberger Kammerorchester, mit dem er auch Neue Musik von sich selbst und anderen Zeitgenossen aufführte und ausgedehnte Konzertreisen zur „Wehrmachtsbetreuung“ unternahm, von Skandinavien über Holland bis nach Griechenland. Im selben Jahr übernahm er auch die Leitung des Bannorchesters der Hitler-Jugend Heidelberg, ein (Streich-)Orchester, gebildet aus jugendlichen Laien, dessen Leitung er 1939 wieder abgab. Am 1. September 1939 beantragte er die Aufnahme in die NSDAP und wurde zum 1. Januar 1940 aufgenommen (Mitgliedsnummer 7.818.245). 1940 wurde er als Sanitätssoldat „arbeitsverwendungsfähig Heimat“ eingezogen, im selben Jahr gab er das „Heidelberger Liederbuch für den genesenden Soldaten“ heraus (ohne eigene kompositorische Beiträge).

### Karriere im Nachkriegsdeutschland
Nach Kriegsende wurde Fortner bei der Entnazifizierung als Mitläufer eingestuft und war nicht vom Berufsverbot betroffen. Fortner übersiedelte auf den Heidelberger Kohlhof in die Villa Braunbehrens und scharte dort eine Gruppe junger Studenten um sich, die an der modernen Musik von vor 1933 Interesse zeigten. 1946 zählte er zum Kreis der Gründer der Kranichsteiner (später Darmstädter) Ferienkurse für Neue Musik, in deren Rahmen er auch selber lehrte. 1954 wurde er Professor für Komposition, zunächst an der Nordwestdeutschen Musikakademie in Detmold, ab 1957 bis zur Emeritierung im Jahre 1973 an der Staatlichen Hochschule für Musik in Freiburg im Breisgau. Im Jahr 1964 übernahm er die Musica Viva-Konzerte München in der Nachfolge Karl Amadeus Hartmanns bis 1978.
Von 1950 an gehörte Wolfgang Fortner zum Beirat der GEMA, 1955 ernannte ihn die Akademie der Künste in Berlin zu ihrem Mitglied, ein Jahr später wurde er in die Bayerische Akademie der Schönen Künste in München berufen. Insgesamt 14 Jahre (von 1957 bis 1971) wirkte er zudem als Präsident der Deutschen Sektion der Internationalen Gesellschaft für Neue Musik (IGNM). 1975 ernannte ihn die Dramatiker-Union, Deutschlands ältester überregionaler Autorenverband, zu ihrem Präsidenten.
Zu seinem 70. Geburtstag 1977 erhielt er das Große Bundesverdienstkreuz mit Stern und die Ehrendoktorwürde der Universitäten Freiburg und Heidelberg.
Fortner wurde auf dem Friedhof Handschuhsheim in Heidelberg beigesetzt.

## Auszeichnungen
- 1948: Schreker-Preis Berlin
- 1954: Ludwig-Spohr-Preis der Stadt Braunschweig
- 1955: Träger des „Großen Kunstpreises für Musik“ des Landes Nordrhein-Westfalen
- 1955: Mitglied der Akademie der Künste (Berlin)
- 1956: Mitglied der Bayerischen Akademie der Schönen Künste München
- 1957: Präsident der deutschen Sektion der IGNM (bis 1971)
- 1960: Bach-Preis der Freien und Hansestadt Hamburg
- 1968: Großes Verdienstkreuz der Bundesrepublik Deutschland
- 1975: Präsident der Dramatiker Union
- 1977: Reinhold-Schneider-Preis Freiburg
- 1977: Großes Bundesverdienstkreuz mit Stern der Bundesrepublik Deutschland
- 1977: Ehrendoktorwürde der Universitäten Heidelberg und Freiburg
- 1977: Richard-Benz-Medaille der Stadt Heidelberg
- 1977: Goldene Nadel der Dramatiker Union

## Schüler
Zu seinen Schülern gehören die Komponisten Günther Becker, Arthur Dangel, Friedhelm Döhl, Hans Ulrich Engelmann, Diego H. Feinstein, Peter Förtig, Volkmar Fritsche, Hortense von Gelmini, Hans Werner Henze, Werner Jacob, Milko Kelemen, Rudolf Kelterborn, Karl Michael Komma, Arghyris Kounadis, Ton de Kruyf, Uwe Lohrmann, Wolfgang Ludewig, Bruce MacCombie, Roland Moser, Diether de la Motte, Nam June Paik, Graciela Paraskevaídis, Robert HP Platz, Rolf Riehm, Wolfgang Rihm, Griffith Rose, Mauricio Rosenmann, Dieter Schönbach, Rolf Schweizer, Stephan Simeon, Manfred Stahnke, Henk Stam, Wilfried Steinbrenner, Peter Westergaard, Hans Zender, Bernd Alois Zimmermann, Heinz Werner Zimmermann, Rudolf Zöbeley, die Dirigenten Thomas Baldner und Arturo Tamayo sowie der Schriftsteller und Musiker Hans Wollschläger.
Nicht zum engeren Kreis seiner Schüler zählen sich – nach eigener Auskunft – die befreundeten Komponisten Giselher Klebe und Aribert Reimann, auch wenn dies in verschiedenen Nachschlagewerken behauptet wird.
Um 1948 lernte Fortner in Heidelberg auch den Hamburger Musikstudenten Wolfgang Held (1924–2006) kennen, dessen Mentor, Protektor und Lebenspartner er wurde und den er 1958 offiziell adoptierte. 1966 vermittelte er seinem Adoptivsohn eine Stelle als Musiklehrer an der Odenwaldschule, wo zwischen 1967 und 1969 auch sein ehemaliger Freiburger Schüler Wilfried Steinbrenner (1943–1975) als Musiklehrer arbeitete. Held war dort bis 1989 als Lehrer tätig und gilt als einer der Haupttäter des systematischen sexuellen Missbrauchs an Hunderten von Schülerinnen und Schülern. Fortner weilte in der Folge selbst regelmäßig an der Odenwaldschule, für die er Undine, eine „Schulspiel mit Musik“ schrieb, das er am 21. Mai 1969 in Oberhambach zur Uraufführung brachte und dirigierte. Bei dieser „Schuloper“ handelt es sich um eine Bearbeitung der gleichnamigen Erzählung von Friedrich de la Motte Fouqué. In dieser Zeit erteilte Fortner auch den damaligen OSO-Schülerinnen Güher und Süher Pekinel Privatunterricht am Klavier.

## Werke

### Opern
- Creß ertrinkt. Ein Schulspiel mit Musik. Worte von Andreas Zeitler (1930)
- Der Wald (1953)
- Bluthochzeit. Opernfassung der Lyrischen Tragödie in zwei Akten (sieben Bildern); als Libretto diente ihm die deutsche Übersetzung des Dramas Bodas de sangre von Federico García Lorca (1957)
- Corinna. Opera buffa in einem Akt nach einer Komödie von Gérard de Nerval (1958)
- In seinem Garten liebt Don Perlimplin Belisa. Oper nach Federico García Lorca (1962)
- Undine, Schuloper nach Friedrich de la Motte Fouqué (1969)
- Elisabeth Tudor. Oper in drei Akten nach einem Libretto von Mattias Braun (1972)
- That time. Szenische Kantate nach Samuel Beckett (1977)

### Ballette
- Die weiße Rose. Ballett nach Oscar Wilde (1950, Choreographie: Jens Keith)
- Die Witwe von Ephesus. Pantomime nach einer Erzählung des Petronius (1953)
- Carmen (Bizet-Collagen). Musik für ein Ballett von John Cranko (1971)

### Vokalwerke
- Vier Marianischen Antiphonen (1928) für Chor und Orchester
- „Grenzen der Menschheit“, zur Einweihung der Neuen Universität Heidelberg (1931)
- Kleine Choralmotetten (1932)
- Zwei Männerchöre nach Worten von Friedrich Hölderlin (1933)
- Vier Gesänge nach Worten von Friedrich Hölderlin (1933)
- Drei geistliche Lieder für a cappella Chor (1934)
- Eine Deutsche Liedmesse (1935)
- Eine deutsche Liedmesse (1934) für gemischten Chor. UA 1935 Dresden (Dirigent: Rudolf Mauersberger)
- Von der Kraft der Gemeinschaft, Feierkantate für gemischten Chor und Orchester zur Zweihundertjahrfeier der Universität Göttingen auf einen Text von Wolfram Brockmeier[4] (1937)
- „Nuptiae Catulli“, Kantate für Ten., 6-stimmigen Chor und Orchester (1937)
- Du sollst ein Wegstück mit mir gehn. Lied für Frauenchor (1941). Text: Erwin Guido Kolbenheyer
- Herr, bleibe bei uns! Geistliche Abendmusik für eine tiefe Singstimme, gemischten Chor und Streichorchester (1945)
- An die Nachgeborenen, für Sprecher, Tenor, Chor und Orchester (1948)
- The Creation – Die Schöpfung, nach James Weldon Johnson für eine mittlere Singstimme und Orchester (1954)
- Die Pfingstgeschichte nach Lukas, Evangelienvertonung für Tenor-Solo, sechsstimmigen Chor, 11 Instrumentalisten und Orgel (1963)
- Machaut-Balladen für Gesang und Orchester (1974)

### Orchesterwerke
- Sweelinck-Suite (1930)
- Konzert für Orgel und Orchester (1932)
- Konzert für Streichorchester (1933)
- Concertino für Bratsche und Kammerorchester (1934)
- Cembalokonzert (1935)
- Concertante Sinfonie für Orchester (1937)
- Capriccio und Finale (1939)
- Ernste Musik (1941)
- Klavierkonzert C-Dur (1943)
- Streichermusik II (1945)
- Konzert für Violine und Orchester (1947)
- Sinfonie 1947 (1947)
- Fantasie über die Tonfolge BACH für 2 Klaviere, 9     Soloinstrumente und Orchester (1950)
- Mouvements für Klavier und Orchester (1953)
- Impromptus für großes Orchester (1957)
- Triplum für 3 Klaviere und Orchester (1966)
- Prismen für Flöte, Oboe, Harfe, Schlagzeug und Orchester (1967)
- Marginalien. Dem Andenken eines guten Hundes. Für Orchester (1969)
- Zyklus für Cello und Kammerorchester ohne Streicher (1970)
- Triptychon für Orchester (1977)
- La Cecchina, Italienische Ouvertüre nach Niccolò Piccinnis La Cecchina

### Kammermusik
- 1. Streichquartett (1929)
- Suite für Solo-Violoncello (1934)
- 2. Streichquartett (1938)
- Vier kleine Stücke für Streicher (1939)
- Zwei Klaviertrios (1978 und 1983)

### Orgelmusik
- Toccata und Fuge (1930)
- Praeambel und Fuge (1935)
- Präludium in F (1942)
- Intermezzi aus „Pfingstgeschichte“ (1962)
- Epitaph

### Klaviermusik
- Sonatina (1934)
- Rondo nach schwäbischen Volkstänzen (1936/82)
- Kammermusik für Klavier (1944)
- Sieben Elegien (1951)
- Sieben Epigramme (1964)
- Sechs kleine späte Stücke (1982)